# 博蒙阿格
博蒙阿格（法語：Beaumont-Hague，法語發音：[bomɔ̃ aɡ]）是法国芒什省的一个旧市镇，属于瑟堡区。2017年，博蒙阿格和相邻的其它18个市镇合并为新市镇拉阿格，博蒙阿格为政府驻地。

## 地理
博蒙阿格（49°39'49"N, 1°50'14"W）面积7.9 平方千米，位于法国诺曼底大区芒什省，该省份为法国西北部沿海省份，西、北、东北三面环大西洋，东起顺时针与卡爾瓦多斯省、奧恩省、马耶讷省和伊勒-维莱讷省接壤。
与博蒙阿格接壤的市镇（或旧市镇、城区）包括：奥蒙维尔拉罗格、布朗维尔阿格、迪居勒维尔、埃屈勒维尔、格雷维尔阿格、埃尔克维尔、圣克鲁瓦阿格、沃维尔。

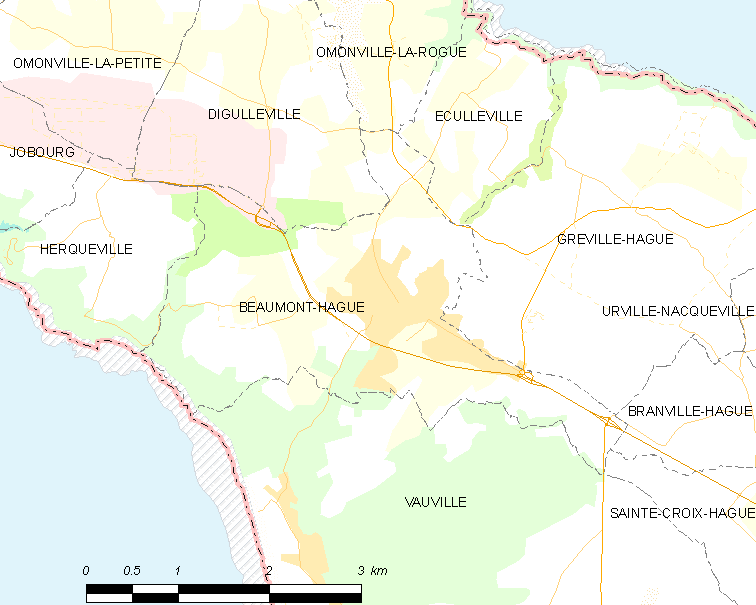
博蒙阿格的OSM定位图

博蒙阿格的时区为UTC+01:00、UTC+02:00（夏令时）。

## 行政
博蒙阿格的邮政编码为50440，INSEE市镇编码为50041。

## 政治
博蒙阿格所属的省级选区为拉阿格县。

## 人口

1962-2008年间博蒙阿格人口变化图示

博蒙阿格于2018年1月1日时的人口数量为1379人。